# Pseudaptinus hoegei
Pseudaptinus hoegei är en skalbaggsart som beskrevs av Bates. Pseudaptinus hoegei ingår i släktet Pseudaptinus och familjen jordlöpare. Inga underarter finns listade i Catalogue of Life.